# 발레 (음식)
발레(티베트어: བག་ལེབ)는 티베트의 빵이다. 빵효모로 부풀리기도 하지만, 베이킹 파우더를 넣어 퀵 브레드로 만들기도 한다. 흔히 밀가루 반죽을 동글납작하게 밀어 팬에서 구워 내는 납작빵이며, 암도 지역의 암도 발레(ཨ་མདོ་བག་ལེབ)가 유명하다.

## 같이 보기
- 샤 발레